# Мориц, Пётр Алексеевич
Пётр Алексеевич Мориц (1818—1898) — российский государственный и общественный деятель. Действительный тайный советник (1889).

## Биография
В службе и классном чине с 1840 года. В 1863 году  произведён в действительные статские советники,  секретарь  Императрицы Российской империи Марии Александровны состоящий при Собственной Его Императорского Величества канцелярии.
В 1871 году произведён в  тайные советники. С 1880 года действительный член а с 1896 года действительный член Совета Императорского человеколюбивого общества
С 1884 года почётный опекун Опекунского совета Учреждений императрицы Марии Фёдоровны. В 1889 году произведён в действительные тайные советники. С 1898 года почётный член Российского общества Красного креста
Был награждён всеми российскими орденами вплоть до ордена Святого Александра Невского с бриллиантовыми знаками пожалованные ему 16 марта 1893 года.